# Joshua Kimmich
Joshua Kimmich, nemški nogometaš, * 8. februar 1995, Rottweil, Nemčija.
Trenutno igra za nemški klub Bayern München.